# Systropus daiyunshanus
Systropus daiyunshanus är en tvåvingeart som beskrevs av Yang och Du 1991. Systropus daiyunshanus ingår i släktet Systropus och familjen svävflugor.
Artens utbredningsområde är Fujian (Kina). Inga underarter finns listade i Catalogue of Life.